# 청계천로
청계천로(淸溪川路, Cheonggyecheon-ro)는 서울특별시 종로구 세종로 139에서 동대문구 답십리동 답십리동 463-13을 잇는 왕복 2~4차선 도로이다. 이 도로의 총 길이는 5.9 km이고, 황학교 기준으로 서북쪽은 종로구, 서남쪽은 중구, 동북쪽은 동대문구, 그리고 동남쪽은 성동구로 나뉜다.

## 역사
- 1966년 11월 26일: ‘동아일보사옆(중구 태평로1가 31)~청계천6가(중구 을지로6가 18)’ 구간을 청계로(淸溪路)로 지정[1]
- 1970년 11월: 지금의 고산자교까지 청계천 복개도로가 완공됨.
- 1984년 11월 16일: 도로명을 청계천로로 변경 및 종점을 마장교(마장동 470)에서 신답국교앞(답십리 463-14)으로 변경하여 6.0km로 노선 연장[2]
- 2010년 4월 22일: 서울특별시 청계천로(5.9 km) 도로명 주소 고시[3]

## 노선
| 교차로          | 접속 노선 | 소재지   | 소재지          | 소재지       | 소재지       | 비고                  |
| --------------- | --------- | -------- | --------------- | ------------ | ------------ | --------------------- |
| 청계광장        | 세종대로  | 종로구   | 종로1.2.3.4가동 | 중구         | 명동         |                       |
| 무교동사거리    | 무교로    | 종로구   | 종로1.2.3.4가동 | 중구         | 명동         |                       |
| 광교            | 남대문로  | 종로구   | 종로1.2.3.4가동 | 중구         | 명동         |                       |
| 광교            | 우정국로  | 종로구   | 종로1.2.3.4가동 | 중구         | 명동         |                       |
| 청계2가         | 삼일대로  | 종로구   | 종로1.2.3.4가동 | 중구         | 명동         |                       |
|                 | 수표로    | 종로구   | 종로1.2.3.4가동 | 중구         | 명동         | 교차로 이름 없음      |
| 청계3가         | 돈화문로  | 종로구   | 종로1.2.3.4가동 | 중구         | 을지로동     |                       |
| 청계3가         | 충무로    | 종로구   | 종로1.2.3.4가동 | 중구         |              |                       |
| 청계4가         | 창경궁로  | 종로구   | 종로1.2.3.4가동 | 중구         |              |                       |
| 청계5가         | 동호로    | 종로구   | 종로5.6가동     | 중구         |              |                       |
|                 | 종로40길  | 종로구   | 종로5.6가동     | 중구         | 광희동       | 교차로 이름 없음      |
| 청계6가         | 율곡로    | 종로구   | 종로5.6가동     | 중구         | 광희동       |                       |
| 청계6가         | 장충단로  | 종로구   | 창신제1동       | 중구         | 신당동       |                       |
| 청계7가         | 다산로    | 종로구   | 창신제1동       | 중구         | 신당동       |                       |
| 청계7가         | 지봉로    | 종로구   | 창신제1동       | 중구         | 신당동       |                       |
|                 | 마장로9길 | 종로구   | 창신제1동       | 중구         | 황학동       | 교차로 이름 없음      |
| 종로58길        | 숭인제2동 | 종로구   |                 | 중구         | 황학동       | 교차로 이름 없음      |
| 청계8가         | 숭인제2동 | 종로구   | 난계로          | 중구         | 황학동       |                       |
| 청계8가         | 동대문구  | 신설동   | 난계로          | 성동구       | 왕십리도선동 |                       |
|                 |           | 동대문구 | 동대문구        | 용두동       | 용두동       | 해당 구간 교차로 없음 |
|                 | 하정로    | 성동구   | 성동구          | 왕십리도선동 | 왕십리도선동 | 교차로 이름 없음      |
| 마장로19길      |           | 성동구   | 성동구          | 왕십리도선동 | 왕십리도선동 | 교차로 이름 없음      |
| 청계9가         | 무학로    | 동대문구 | 용두동          | 성동구       | 왕십리도선동 |                       |
| 서울시설공단    | 고산자로  | 동대문구 | 신설동          | 성동구       | 마장동       |                       |
| 서울시설공단    | 살곶이길  | 동대문구 | 신설동          | 성동구       | 용답동       |                       |
|                 |           | 성동구   | 성동구          | 용답동       | 용답동       | 해당 구간 교차로 없음 |
| 신답철교        | 천호대로  | 동대문구 | 신설동          | 성동구       | 용답동       |                       |
| 신답철교        | 천호대로  | 동대문구 | 답십리제1동     | 성동구       | 용답동       |                       |
| 천호대로와 직결 |           |          |                 |              |              |                       |

## 부속도로
- ● : 전 구간 해당
- ▲ : 일부 구간 해당
- ✖ : 해당 없음

| 도로명         | 기점          | 종점          | 총연장 (m) | 차량 통행 가능 | 일방통행 | 소재지   | 소재지       |
| -------------- | ------------- | ------------- | ---------- | -------------- | -------- | -------- | ------------ |
| 청계천로1길    | 신설동 109-8  | 신설동 114-1  | 137        | ●              | ✖        | 동대문구 | 신설동       |
| 청계천로1가길  | 신설동 114-21 | 신설동 114-11 | 100        | ●              | ✖        | 동대문구 | 신설동       |
| 청계천로5길    | 신설동 92-69  | 신설동 97-3   | 377        | ●              | ✖        | 동대문구 | 신설동       |
| 청계천로7길    | 용두동 255-49 | 용두동 254-14 | 392        | ●              | ✖        | 동대문구 | 용두동       |
| 청계천로10길   | 마장동 527    | 마장동 450-24 | 232        | ●              | ✖        | 성동구   | 왕십리도선동 |
| 청계천로10길   | 마장동 527    | 마장동 450-24 | 232        | ●              | ✖        | 성동구   | 마장동       |
| 청계천로10가길 | 홍익동 1-1    | 마장동 474-28 | 532        | ▲              | ●        | 성동구   |              |
| 청계천로10나길 | 마장동 478-39 | 마장동 441-9  | 434        | ●              | ●        | 성동구   |              |
| 청계천로10다길 | 마장동 450-16 | 마장동 469-19 | 323        | ●              | ●        | 성동구   |              |
| 청계천로12길   | 마장동 443-1  | 마장동 497-12 | 421        | ●              | ●        | 성동구   |              |
| 청계천로12가길 | 마장동 456-3  | 마장동 470-5  | 389        | ●              | ●        | 성동구   |              |
| 청계천로12나길 | 마장동 559-9  | 마장동 560    | 108        | ✖              | ✖        | 성동구   |              |
| 청계천로12다길 | 마장동 564-2  | 마장동 573-1  | 173        | ▲              | ✖        | 성동구   |              |
| 청계천로13길   | 용두동 255-62 | 용두동 237-35 | 262        | ●              | ●        | 동대문구 | 용두동       |

## 사진

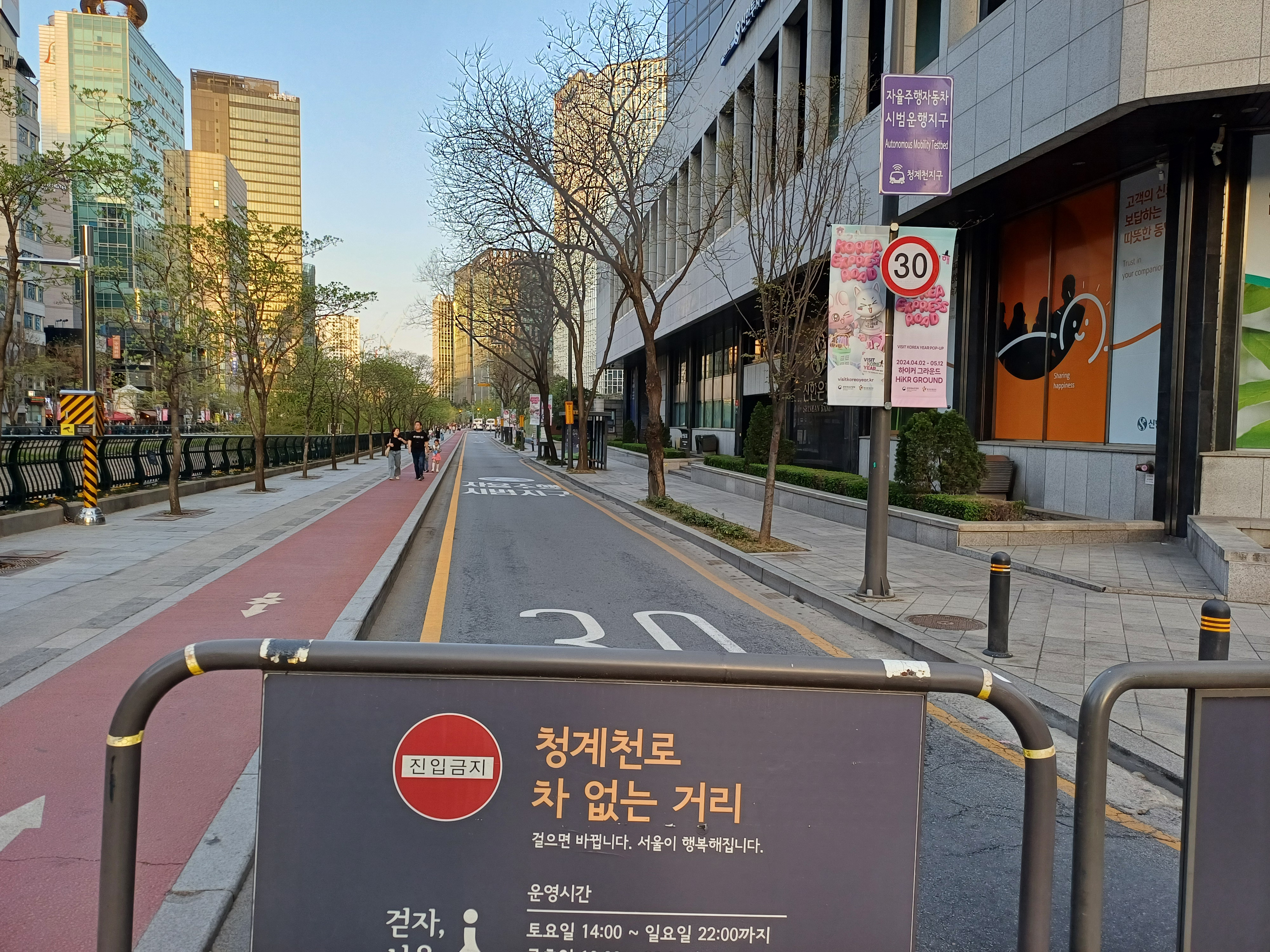
청계천로

## 같이 보기
- 청계천
- 청계고가도로
- 청계천 복원 사업